# Ондавка (потік)
Ондавка (словац. Ondavka) — річка в Словаччині, ліва притока Ондави, протікає в округах Гуменне  і Вранов-над-Теплою.
Довжина — 31 км.
Витікає в масиві Лаборецька верховина  на висоті 410 метрів біля села Грубов.
Впадає в Ондаву біля села Седлиська.